# フロア型
フロア型（フロアがた）は、スピーカーシステムのエンクロージャー形状の一種。

## 概要

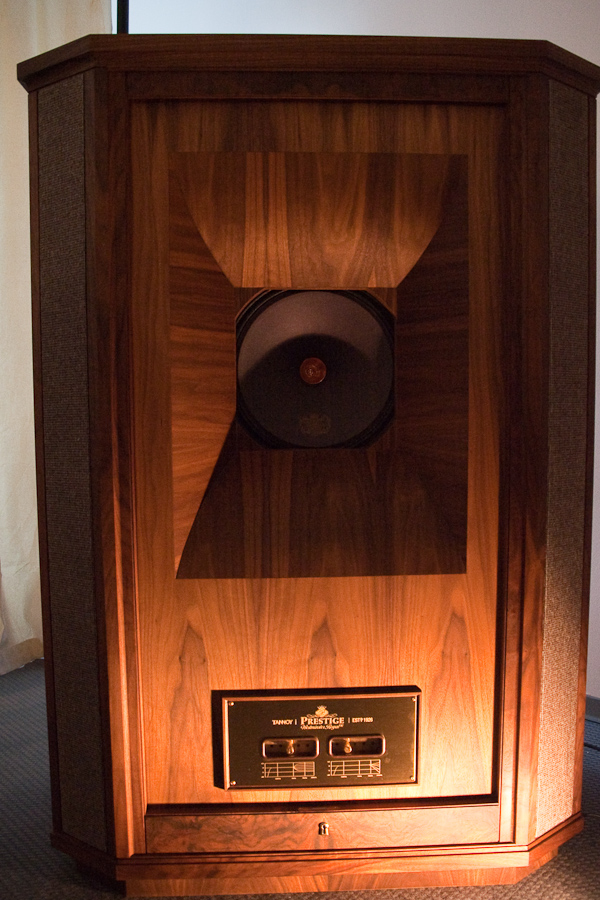
フロア型スピーカー

床面に台、あるいは脚足を介して設置されるようにしたスピーカーである。スピーカーを直接に床に設置するものであり、その向かいの椅子に座って鑑賞することを想定したものである。スピーカーユニットもこれを想定して設置されるから、高さは少なくとも椅子に座った人間の背丈程度である。中にはさらに巨大なものもある。幅が狭く全高が普通のフロア型より高いのはトールボーイ型と言われる。これもフロア型に含まれるが、現在では独立したジャンルと見なされることも多い。これについては別項目で記述する。
かつては主流の方式であり、今日でも一部の高級スピーカーシステムで使われている。筐体が大きい方がスピーカーユニットも大きいものをつけられる。これは特に低音域の再生に於いて有利とされる。それ以外の点でも、様々なユニットの配置に自由度もある。またスケール感も小型に比べて遙かに出やすい。平面コンデンサ型のスピーカの場合、音量を得るためには大きな面積が必要なため、フロア型にならざるを得ない、と言う面もある。いずれにせよ、出来る限りの要求に応え、出来る限りのものを作ると、フロア型の大型機となる、というのは一つの傾向である。そのため、各メーカーの最高機種、いわゆるフラッグシップ機種は往々にしてフロア型である。
欠点としては、かさばるために設置の自由度が低いこと、どうしても大きい部屋が必要なこと、重量も相当なものになるので、床のしっかりしていることなど部屋そのものへの要求も多くなる。小音量では十分な聴感が得られない例もある。特に最近では高級機種しか残っていないせいもあり、たとえばある解説書ではフロア型を導入する場合の目安として「予算は最初から100万円以上、設置スペースも専用室で12畳分」を最低レベルの要求としている。

## 歴史
古くは家具調の大型フロア型が主流であった。これについて、その原因の一つが当時の真空管式アンプの出力の低さにあるとする説がある。つまりせいぜい10Wしか出力がなかった時代、音量を確保するには筐体そのものの振動を利用し、またバックロードホーン式など複雑な構造を筐体に持たせる必要があった。また素材としては木材以外にほとんどなかったこともあり、そのようなものはどうしてもある程度以上の大きさを必要とする。それらが利用者からあこがれの目で見られたことが、フロア型が主流となった理由の一つであろう。
現在ではアンプの出力は遙かに大きくなった。スピーカの側でも、多様な素材が利用できるようになったこと、様々な面での技術的な進歩によって、上記のような条件はほとんど解消された。むしろ小型スピーカやトールボーイ式が主流となっているのも当然といえる。しかしやはりフラッグシップはフロア型である例が多い。